# Spelotrema pygmaeum
Spelotrema pygmaeum är en plattmaskart. Spelotrema pygmaeum ingår i släktet Spelotrema och familjen Microphallidae. Inga underarter finns listade i Catalogue of Life.